# Sibylle Christine van Anhalt-Dessau

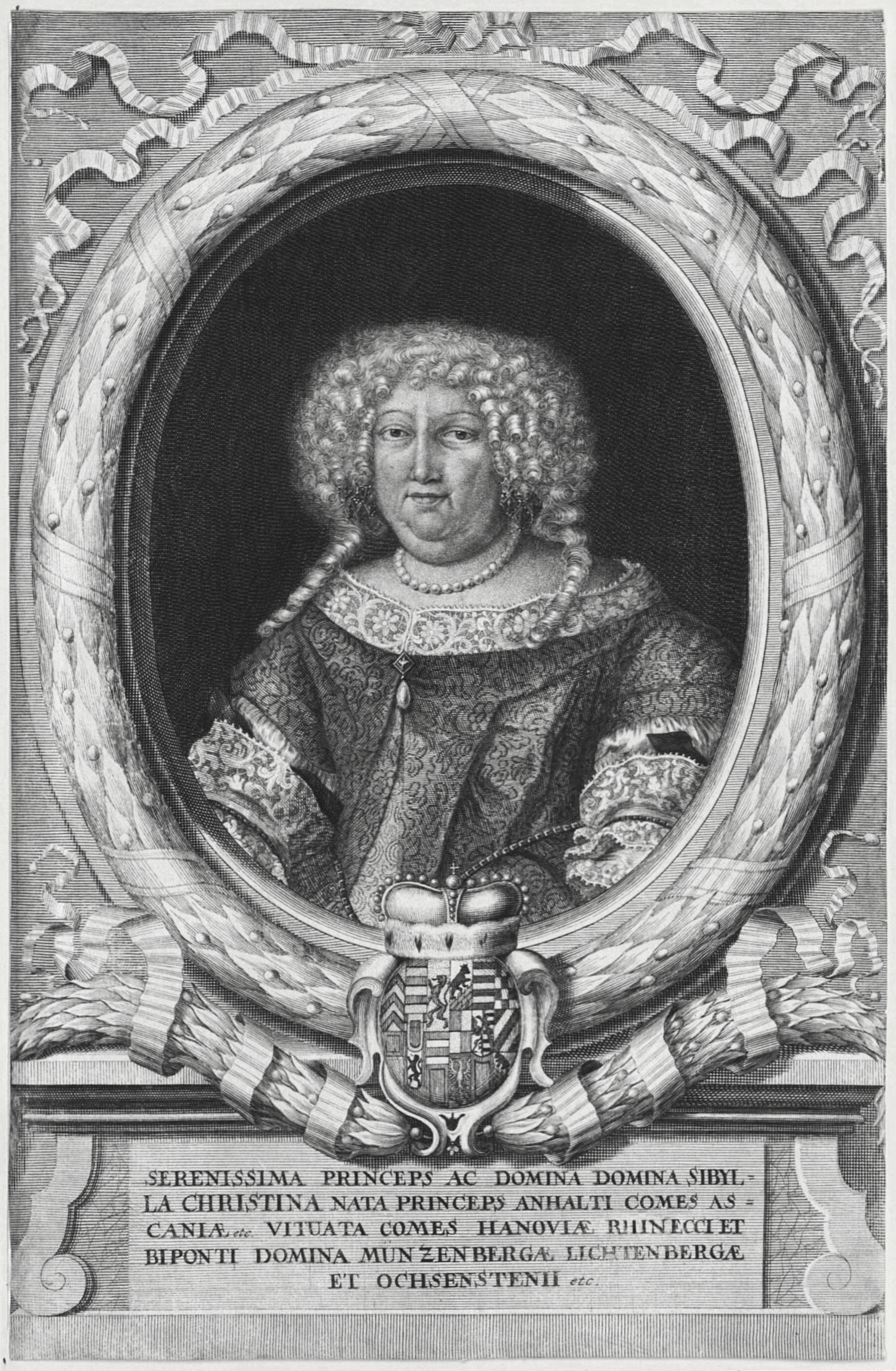

Sibylle Christine van Anhalt-Dessau (Dessau, 11 juli 1603 - Hanau, 21 februari 1686) was een prinses van Anhalt-Dessau, gravin van Hanau-Münzenberg en gravin van Hanau-Lichtenberg.

## Leven
Sibylle Christine was de zesde dochter van prins Johan George I van Anhalt-Dessau en Dorothea van Palts-Lautern. Ze trouwde op 26 december 1627 met graaf Philipp Moritz van Hanau-Münzenberg. Ze kregen samen vijf kinderen: twee zonen en drie dochters. Alleen de oudste zoon en troonopvolger, Philipp Ludwig III, overleefde het eerste levensjaar. Na het overlijden van haar echtgenoot in 1638 regeerde ze als regent namens haar minderjarige zoon. Na de vroege dood van haar zoon in 1641 vertrok Sibylle naar het douairière huis in Steinau an der Straße.
Philipp werd opgevolgd door zijn neef Johann Ernst van Hanau-Münzenberg. Die overleed echter in 1642 kinderloos en ongetrouwd. Zijn opvolger was Frederik Casimir van Hanau-Lichtenberg. Frederik was een aanhanger van het lutheranisme. De troonsbestijging van Frederik vond plaats gedurende de Dertigjarige Oorlog (1618-1648), wat hem in een ongemakkelijke financiële situatie stortte. Als gravin hield Sibylle haar graafschap goed onder haar hoede. Om haar eigen onkosten te minimaliseren en om te voorkomen dat er nog een gravin gefinancierd zou moeten worden, trouwde Sibylle met Frederik in 1647. Het huwelijk bleef kinderloos. Waarschijnlijk vanwege het leeftijdsverschil tussen beiden. Het huwelijk werd gekarakteriseerd door andere verschillen. Frederik was erg afhankelijk van het grondgebied van zijn vrouw om zijn eigen levensstandaard te kunnen financieren. 
Na de dood van haar tweede echtgenoot in 1685 keerde ze terug naar Slot Steinau. Ze overleed een jaar later en werd begraven in de familietombe bij de Marienkerk in Hanau. 